# Omalodes amazonicus
Omalodes amazonicus är en skalbaggsart som beskrevs av Sylvain Auguste de Marseul 1861. Omalodes amazonicus ingår i släktet Omalodes och familjen stumpbaggar. Inga underarter finns listade i Catalogue of Life.